# Нова Луплянка
Нова Луплянка (пол. Nowa Łuplanka) — село в Польщі, у гміні Міхалово Білостоцького повіту Підляського воєводства.
Населення — 39 осіб (2011).
У 1975-1998 роках село належало до Білостоцького воєводства.

## Демографія
Демографічна структура станом на 31 березня 2011 року:
|          | Загалом | Допрацездатний вік | Працездатний вік | Постпрацездатний вік |
| -------- | ------- | ------------------ | ---------------- | -------------------- |
| Чоловіки | 23      | 2                  | 14               | 7                    |
| Жінки    | 16      | 1                  | 5                | 10                   |
| Разом    | 39      | 3                  | 19               | 17                   |